# Eliteserien 2021
La Eliteserien 2021 è stata la settantaseiesima edizione della Eliteserien, massima serie del campionato norvegese di calcio, iniziata il 9 maggio 2021 e terminata il 12 dicembre seguente. L'avvio della stagione era previsto per il 5 aprile 2021, in seguito posticipato per il perdurare dell'emergenza legata alla pandemia di COVID-19.. Il Bodø/Glimt, squadra campione in carica, si è riconfermato conquistando il titolo per la seconda volta nella sua storia.

## Stagione

### Novità
Dalla Eliteserien 2020 sono stati retrocessi l'Aalesund e lo Start, mentre dalla 1. divisjon 2020 sono stati promossi il Tromsø e il Lillestrøm.

### Formula
Le 16 squadre partecipanti si affrontano in un girone all'italiana con partite di andata e ritorno per un totale di 30 giornate. La squadra prima classificata viene dichiarata campione di Norvegia ed accede alla UEFA Champions League 2022-2023 partendo dal primo turno di qualificazione. La seconda e la terza classificata in campionato, assieme alla vincitrice della Coppa di Norvegia 2021, sono ammesse alla UEFA Europa Conference League 2022-2023 partendo dal secondo turno di qualificazione. La terzultima classificata affronta la vincente dei play-off di 1. divisjon nello spareggio promozione-retrocessione. Le ultime due classificate retrocedono direttamente in 1. divisjon.

## Squadre partecipanti
| Club            | Città        | Stadio               | Stagione precedente      |
| --------------- | ------------ | -------------------- | ------------------------ |
| Bodø/Glimt      | Bodø         | Aspmyra Stadion      | Campione di Norvegia     |
| Brann           | Bergen       | Brann Stadion        | 10º posto in Eliteserien |
| Haugesund       | Haugesund    | Haugesund Stadion    | 9º posto in Eliteserien  |
| Kristiansund BK | Kristiansund | Kristiansund Stadion | 5º posto in Eliteserien  |
| Lillestrøm      | Lillestrøm   | Åråsen Stadion       | 2º posto in 1. divisjon  |
| Mjøndalen       | Mjøndalen    | Consto Arena         | 14º posto in Eliteserien |
| Molde           | Molde        | Aker Stadion         | 2º posto in Eliteserien  |
| Odd             | Skien        | Skagerak Arena       | 7º posto in Eliteserien  |
| Rosenborg       | Trondheim    | Lerkendal Stadion    | 4º posto in Eliteserien  |
| Sandefjord      | Sandefjord   | Komplett Arena       | 11º posto in Eliteserien |
| Sarpsborg 08    | Sarpsborg    | Sarpsborg Stadion    | 12º posto in Eliteserien |
| Stabæk          | Bærum        | Nadderud Stadion     | 8º posto in Eliteserien  |
| Strømsgodset    | Drammen      | Marienlyst Stadion   | 13º posto in Eliteserien |
| Tromsø          | Tromsø       | Alfheim Stadion      | 1º posto in 1. divisjon  |
| Vålerenga       | Oslo         | Intility Arena       | 3º posto in Eliteserien  |
| Viking          | Stavanger    | SR-Bank Arena        | 6º posto in Eliteserien  |

### Allenatori e primatisti
| Squadra         | Allenatore                                            | Calciatore più presente (tra parentesi il numero delle presenze) | Cannoniere (tra parentesi il numero dei gol segnati) |
| --------------- | ----------------------------------------------------- | ---------------------------------------------------------------- | ---------------------------------------------------- |
| Bodø/Glimt      | Kjetil Knutsen                                        | Erik Botheim (30)                                                | Erik Botheim (15)                                    |
| Brann           | Lars Arne Nilsen (1ª-13ª) Kåre Ingebrigtsen (14ª-30ª) | Petter Strand Robert Taylor Mathias Rasmussen (27)               | Aune Heggebø (8)                                     |
| Haugesund       | Jostein Grindhaug                                     | Peter Therkildsen (30)                                           | Alioune Ndour Kristoffer Velde (7)                   |
| Kristiansund BK | Christian Michelsen                                   | Sean McDermott (30)                                              | Bendik Bye (7)                                       |
| Lillestrøm      | Geir Bakke                                            | Vetle Dragsnes Ifeanyi Mathew (30)                               | Thomas Lehne Olsen (26)                              |
| Mjøndalen       | Vegard Hansen                                         | Lars Larsen (30)                                                 | Lars Larsen (8)                                      |
| Molde           | Erling Moe                                            | Ola Brynhildsen (30)                                             | Ohi Omoijuanfo (27)                                  |
| Odd             | Jan Frode Nornes                                      | Markus Kaasa Conrad Wallem (30)                                  | Tobias Lauritsen Sander Svendsen (8)                 |
| Rosenborg       | Åge Hareide                                           | Even Hovland Carlo Holse (29)                                    | Stefano Vecchia (11)                                 |
| Sandefjord      | Hans Erik Ødegaard e Andreas Tegström                 | Jacob Storevik Alexander Ruud Tveter (30)                        | Viðar Ari Jónsson (11)                               |
| Sarpsborg 08    | Mikael Stahre (1ª-6ª) Lars Bohinen (7ª-30ª)           | Anders Kristiansen (30)                                          | Ibrahima Koné (11)                                   |
| Stabæk          | Jan Jönsson (1ª-11ª) Eirik Kjønø (12ª-30ª)            | Marcus Sandberg Sturla Ottesen (29)                              | Oliver Edvardsen (7)                                 |
| Strømsgodset    | Bjørn Petter Ingebretsen e Håkon Wibe-Lund            | Fred Friday (30)                                                 | Fred Friday (7)                                      |
| Tromsø          | Gaute Helstrup                                        | Jacob Karlstrøm (30)                                             | August Mikkelsen Moses Ebiye (8)                     |
| Vålerenga       | Dag-Eilev Fagermo                                     | Henrik Bjørdal Tobias Christensen Fredrik Oldrup Jensen (30)     | Henrik Udahl (6)                                     |
| Viking          | Bjarte Lunde Aarsheim e Morten Jensen                 | Viljar Vevatne (29)                                              | Veton Berisha (22)                                   |

## Classifica finale
Fonte:www.eliteserien.no
|  | Pos. | Squadra         | Pt | G  | V  | N  | P  | GF | GS | DR  |
|  | ---- | --------------- | -- | -- | -- | -- | -- | -- | -- | --- |
|  | 1.   | Bodø/Glimt      | 63 | 30 | 18 | 9  | 3  | 59 | 25 | +34 |
|  | 2.   | Molde           | 60 | 30 | 18 | 6  | 6  | 70 | 40 | +30 |
|  | 3.   | Viking          | 57 | 30 | 17 | 6  | 7  | 60 | 47 | +13 |
|  | 4.   | Lillestrøm      | 49 | 30 | 14 | 7  | 9  | 49 | 40 | +9  |
|  | 5.   | Rosenborg       | 48 | 30 | 13 | 9  | 8  | 58 | 42 | +16 |
|  | 6.   | Kristiansund BK | 46 | 30 | 14 | 4  | 12 | 41 | 46 | -5  |
|  | 7.   | Vålerenga       | 45 | 30 | 11 | 12 | 7  | 46 | 37 | +9  |
|  | 8.   | Sarpsborg 08    | 39 | 30 | 11 | 6  | 13 | 39 | 44 | -5  |
|  | 9.   | Strømsgodset    | 36 | 30 | 9  | 9  | 12 | 43 | 43 | 0   |
|  | 10.  | Sandefjord      | 36 | 30 | 10 | 6  | 14 | 38 | 52 | -14 |
|  | 11.  | Haugesund       | 35 | 30 | 9  | 8  | 13 | 46 | 45 | +1  |
|  | 12.  | Tromsø          | 35 | 30 | 8  | 11 | 11 | 33 | 44 | -11 |
|  | 13.  | Odd             | 33 | 30 | 8  | 9  | 13 | 44 | 58 | -14 |
|  | 14.  | Brann           | 26 | 30 | 5  | 11 | 14 | 38 | 55 | -17 |
|  | 15.  | Stabæk          | 25 | 30 | 6  | 7  | 17 | 35 | 62 | -27 |
|  | 16.  | Mjøndalen       | 22 | 30 | 4  | 10 | 16 | 33 | 52 | -19 |

Legenda:
      Campione di Norvegia e ammessa al Primo turno di qualificazione della UEFA Champions League 2022-2023
      Ammesse al Secondo turno di qualificazione della UEFA Europa Conference League 2022-2023
 Ammesso allo spareggio promozione-retrocessione
      Retrocesse in 1. divisjon 2022
Note:
Tre punti a vittoria, uno a pareggio, zero a sconfitta.
La classifica viene stilata secondo i seguenti criteri:
- Punti conquistati
- Differenza reti generale
- Reti totali realizzate
- Punti conquistati negli scontri diretti
- Differenza reti negli scontri diretti
- Reti realizzate in trasferta negli scontri diretti (solo tra due squadre)
- Reti realizzate negli scontri diretti
- Spareggio (solo per decidere la squadra campione, l'ammissione agli spareggi e le retrocessioni)

## Risultati
|                 | BOD  | BRA  | HAU  | KRI  | LIL  | MJØ  | MOL  | ODD  | ROS  | SAN  | SAR  | STB  | STM  | TRO  | VÅL  | VIK  |
| --------------- | ---- | ---- | ---- | ---- | ---- | ---- | ---- | ---- | ---- | ---- | ---- | ---- | ---- | ---- | ---- | ---- |
| Bodø/Glimt      | –––– | 2-2  | 2-0  | 3-0  | 2-0  | 2-0  | 0-2  | 1-1  | 2-2  | 1-0  | 2-1  | 4-1  | 7-2  | 3-0  | 1-0  | 2-2  |
| Brann           | 1-2  | –––– | 1-3  | 3-1  | 1-1  | 1-1  | 0-1  | 1-3  | 2-2  | 3-2  | 2-1  | 1-1  | 3-0  | 1-1  | 0-3  | 0-2  |
| Haugesund       | 2-2  | 1-0  | –––– | 3-0  | 0-3  | 7-0  | 1-2  | 1-3  | 0-0  | 1-2  | 2-1  | 0-0  | 2-1  | 3-0  | 3-1  | 4-2  |
| Kristiansund BK | 0-2  | 3-2  | 3-2  | –––– | 1-0  | 1-1  | 2-0  | 2-0  | 1-0  | 2-0  | 1-3  | 5-1  | 1-0  | 1-1  | 2-1  | 2-3  |
| Lillestrøm      | 0-1  | 2-3  | 2-1  | 0-0  | –––– | 2-1  | 1-1  | 1-0  | 2-0  | 2-0  | 2-0  | 3-0  | 4-1  | 1-2  | 0-0  | 1-3  |
| Mjøndalen       | 0-3  | 1-1  | 3-0  | 5-0  | 1-2  | –––– | 0-0  | 1-2  | 1-2  | 1-1  | 1-3  | 1-2  | 1-1  | 2-3  | 1-1  | 0-1  |
| Molde           | 0-2  | 4-0  | 5-4  | 2-0  | 3-3  | 4-0  | –––– | 5-0  | 4-1  | 3-1  | 4-1  | 2-1  | 3-0  | 3-0  | 2-3  | 2-2  |
| Odd             | 1-0  | 3-3  | 4-2  | 2-4  | 2-3  | 2-2  | 1-3  | –––– | 2-2  | 2-3  | 1-1  | 3-1  | 0-1  | 3-0  | 1-2  | 3-2  |
| Rosenborg       | 0-0  | 3-2  | 0-0  | 1-0  | 1-3  | 3-1  | 2-3  | 5-0  | –––– | 4-1  | 0-1  | 4-2  | 2-2  | 3-2  | 2-2  | 5-0  |
| Sandefjord      | 1-0  | 2-2  | 1-1  | 3-2  | 1-1  | 0-3  | 1-3  | 0-0  | 1-2  | –––– | 2-0  | 0-3  | 2-0  | 1-1  | 3-0  | 3-0  |
| Sarpsborg 08    | 2-2  | 0-0  | 0-0  | 0-1  | 2-1  | 1-1  | 1-0  | 1-1  | 1-3  | 5-0  | –––– | 4-1  | 1-0  | 0-1  | 2-1  | 1-2  |
| Stabæk          | 0-3  | 2-0  | 2-1  | 3-0  | 2-3  | 1-1  | 0-3  | 2-2  | 1-3  | 0-2  | 3-1  | –––– | 0-0  | 0-3  | 0-2  | 1-3  |
| Strømsgodset    | 1-1  | 3-1  | 0-0  | 1-2  | 3-1  | 1-2  | 6-0  | 3-0  | 2-1  | 4-0  | 5-0  | 2-1  | –––– | 1-1  | 1-1  | 0-1  |
| Tromsø          | 2-3  | 1-1  | 2-0  | 0-0  | 1-2  | 1-0  | 3-3  | 2-0  | 1-3  | 1-3  | 0-2  | 0-0  | 1-1  | –––– | 1-1  | 0-2  |
| Vålerenga       | 1-1  | 1-0  | 2-1  | 1-2  | 2-2  | 2-0  | 1-1  | 1-1  | 1-1  | 3-1  | 4-1  | 3-1  | 3-0  | 1-1  | –––– | 1-1  |
| Viking          | 1-3  | 3-1  | 1-1  | 3-2  | 5-1  | 2-1  | 3-2  | 3-1  | 2-1  | 2-1  | 1-2  | 3-3  | 1-1  | 0-1  | 4-1  | –––– |

## Spareggio promozione/retrocessione
Allo spareggio sono ammesse la quattordicesima classificata in Eliteserien e la vincitrice dei play-off promozione di 1. divisjon.
|       | Risultati       |      | Luogo e data           |
| ----- | --------------- | ---- | ---------------------- |
| Brann | 4 - 4 (7-8 dtr) | Jerv | Oslo, 15 dicembre 2021 |
|       |                 |      |                        |

## Statistiche

### Squadre

#### Capoliste solitarie
|    | —— | —— | —— | ——         | ——         | ——  | ——   | —— | ——    | ——    | ——    | ——    | ——    | ——    | ——    | ——   | ——    | ——         | ——         | ——         | ——         | ——         | ——         | ——         | ——         | ——         | ——         | ——         | ——         | —— |  |
|    |    |    |    | Bodø/Glimt | Bodø/Glimt | Ros | Bodø |    | Molde | Molde | Molde | Molde | Molde | Molde | Molde | Bodø | Molde | Bodø/Glimt | Bodø/Glimt | Bodø/Glimt | Bodø/Glimt | Bodø/Glimt | Bodø/Glimt | Bodø/Glimt | Bodø/Glimt | Bodø/Glimt | Bodø/Glimt | Bodø/Glimt | Bodø/Glimt |    |  |
|    |    |    |    |            |            |     |      |    |       |       |       |       |       |       |       |      |       |            |            |            |            |            |            |            |            |            |            |            |            |    |  |
|    |    |    |    |            |            |     |      |    |       |       |       |       |       |       |       |      |       |            |            |            |            |            |            |            |            |            |            |            |            |    |  |
| 1ª | 2ª | 3ª | 4ª | 5ª         | 6ª         | 7ª  | 8ª   | 9ª | 10ª   | 11ª   | 12ª   | 13ª   | 14ª   | 15ª   | 16ª   | 17ª  | 18ª   | 19ª        | 20ª        | 21ª        | 22ª        | 23ª        | 24ª        | 25ª        | 26ª        | 27ª        | 28ª        | 29ª        | 30ª        |    |  |

### Individuale

#### Classifica marcatori
| Gol |  |  | Giocatore               | Squadra      |
| --- |  |  | ----------------------- | ------------ |
| 27  |  |  | Ohi Omoijuanfo          | Molde        |
| 26  |  |  | Thomas Lehne Olsen      | Lillestrøm   |
| 22  |  |  | Veton Berisha           | Viking       |
| 15  |  |  | Erik Botheim            | Bodø/Glimt   |
| 11  |  |  | Mushaga Bakenga         | Odd          |
| 11  |  |  | Ibrahima Koné           | Sarpsborg 08 |
| 11  |  |  | Viðar Ari Jónsson       | Sandefjord   |
| 11  |  |  | Stefano Vecchia         | Rosenborg    |
| 10  |  |  | Jonathan Lindseth       | Sarpsborg 08 |
| 8   |  |  | Sander Svendsen         | Odd          |
| 8   |  |  | Kristoffer Zachariassen | Rosenborg    |
| 8   |  |  | Ibrahima Wadji          | Haugesund    |
| 8   |  |  | Moses Ebiye             | Tromsø       |
| 8   |  |  | Laars Larsen            | Mjøndalen    |
| 8   |  |  | Ulrik Saltnes           | Bodø/Glimt   |
| 8   |  |  | August Mikkelsen        | Tromsø       |
| 8   |  |  | Tobias Lauritsen        | Odd          |
| 8   |  |  | Aune Heggebø            | Brann        |